# Macropodia intermedia
Macropodia intermedia is een krabbensoort uit de familie van de Inachidae. De wetenschappelijke naam van de soort is voor het eerst geldig gepubliceerd in 1940 door Bouvier.